# Boucé (Orne)
Boucé ist eine französische Gemeinde mit 567 Einwohnern (Stand: 1. Januar 2022) im Département Orne in der Region Normandie. Sie gehört zum Arrondissement Argentan und ist Mitglied im Gemeindeverband Terres d’Argentan Interco. Die Einwohner werden Boucéens und Boucéennes genannt.

## Geografie

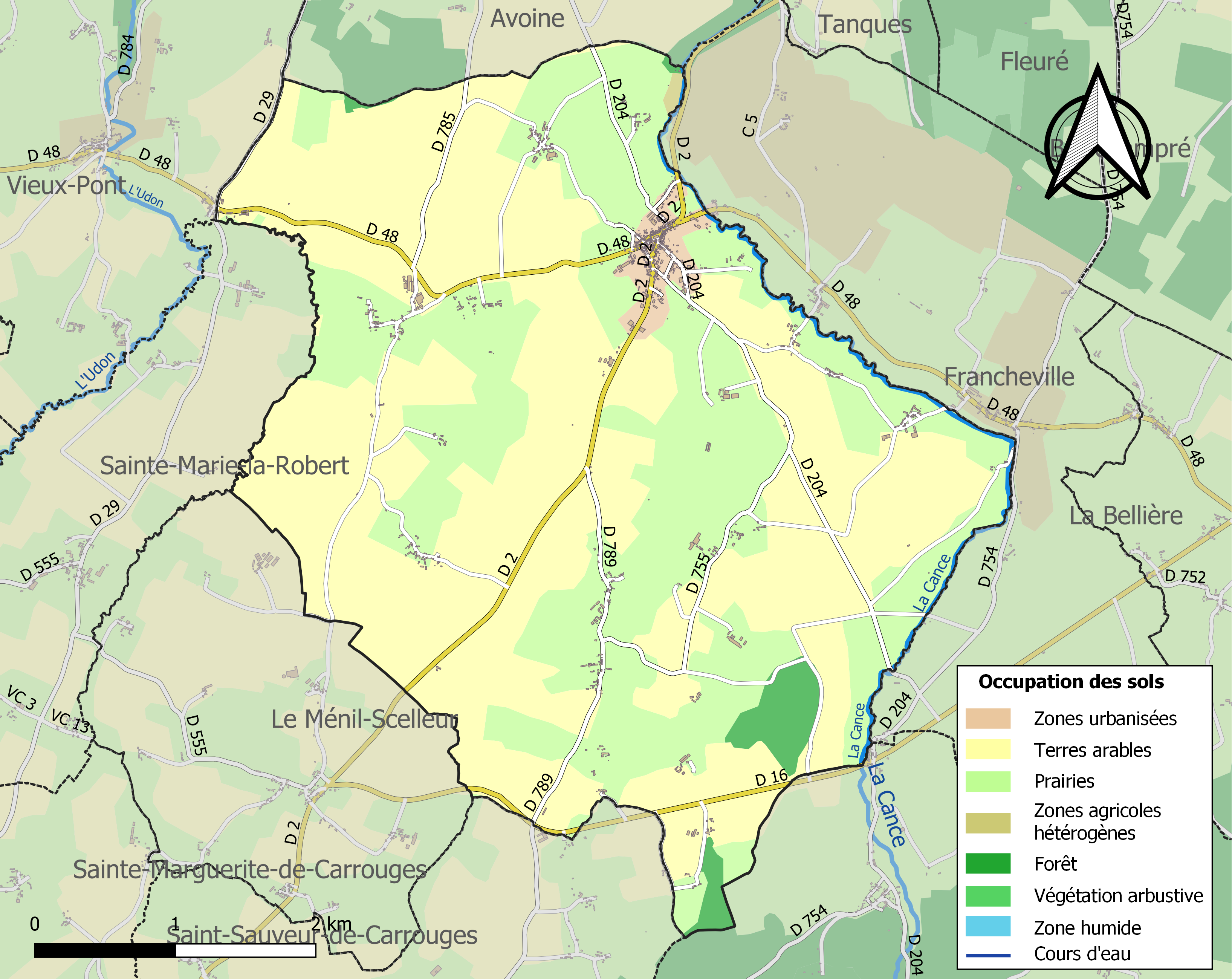
Bodennutzung, Hydrografie und Infrastruktur der Gemeinde (2018)

Boucé liegt etwa 12 Kilometer südwestlich von Argentan und etwa 27 Kilometer nordnordwestlich von Alençon in der Région naturelle Pays d’Houlme am Rand des Regionalen Naturparks Normandie-Maine. Die Cance, ein Nebenfluss der Orne, strömt entlang der östlichen Gemeindegrenze. Die Gemeinde wird außerdem vom Ruisseau du Moulin de Besnard, vom Ruisseau du Gue de la Hèze, vom Ruisseau des Landelles, vom zeitweise trockenfallenden Flüsschen Merdrel und verschiedenen kleineren Bächen und Gräben entwässert. Das Zentrum liegt auf einer Höhe von etwa 180 m. Das Relief des Gebiets fällt im äußersten Norden an der Cance leicht auf 172 m ab und steigt im Süden in der Breite auf über 200 m, im äußersten Süden auf bis zu 268 m an.
Teile des Gebiets von Boucé gehören zu den Natura 2000-Schutzgebieten „Haute vallée de l'Orne et affluents“ (FR2500099) und „Sites d’Écouves“ (FR2500100) sowie von drei ZNIEFF-Naturzonen. Rund 96 % der Fläche der Gemeinde werden landwirtschaftlich genutzt, rund 2 % sind bewaldet, rund 2 % entfallen auf bebaute Flächen (Stand: 2018).
Boucé wird umgeben von den Nachbargemeinden Avoine im Norden, Francheville im Osten, La Lande-de-Goult im Südosten, Saint-Sauveur-de-Carrouges im Süden, Le Ménil-Scelleur im Südwesten, Sainte-Marie-la-Robert im Westen sowie Vieux-Pont im Nordwesten.

## Bevölkerungsentwicklung
| Jahr                       | 1962 | 1968 | 1975 | 1982 | 1990 | 1999 | 2006 | 2013 | 2020 |
| Einwohner                  | 822  | 784  | 700  | 645  | 630  | 619  | 597  | 620  | 598  |
| Quellen: Cassini und INSEE |      |      |      |      |      |      |      |      |      |

## Sehenswürdigkeiten
- Kirche Saint-Pierre, ab 1833 erbaut
- Reste einer mittelalterlichen Erdhügelburg aus dem 10. oder 12. Jahrhundert mit einem Umfang von 180 Metern und einer Höhe von acht bis neun Meter über dem Wassergraben, seit 1975 als Monument historique eingeschrieben

## Verkehr
Boucé liegt abseits größerer Verkehrsachsen. Die Departementsstraße D 2 verbindet die Gemeinde mit Argentan im Norden und mit Carrouges über Le Ménil-Scelleur im Süden, die Departementsstraße D 48 mit Rânes über Vieux-Pont im Westen und mit Francheville im Osten. Die nachgeordneten D 204, D 755, D 785, D 789 sowie lokale Landstraßen verbinden das Zentrum mit den Weilern der Gemeinde und den anderen Nachbargemeinden.